# Un grande amore da 50 dollari
Un grande amore da 50 dollari (Cinderella Liberty) è un film di Mark Rydell del 1973.

## Trama
Il donnaiolo John è un ufficiale di marina in licenza, Maggie una prostituta che arrotonda con scommesse al tavolo da biliardo, nonché madre single di un ragazzino mulatto. Fra alti e bassi i tre trascorreranno un pezzo di vita insieme.

## Riconoscimenti
- 1974 - Golden Globe
  - Migliore attrice in un film drammatico
- 1974 - Premio Oscar
  - Candidato per la migliore attrice protagonista